# Barnabaskerk

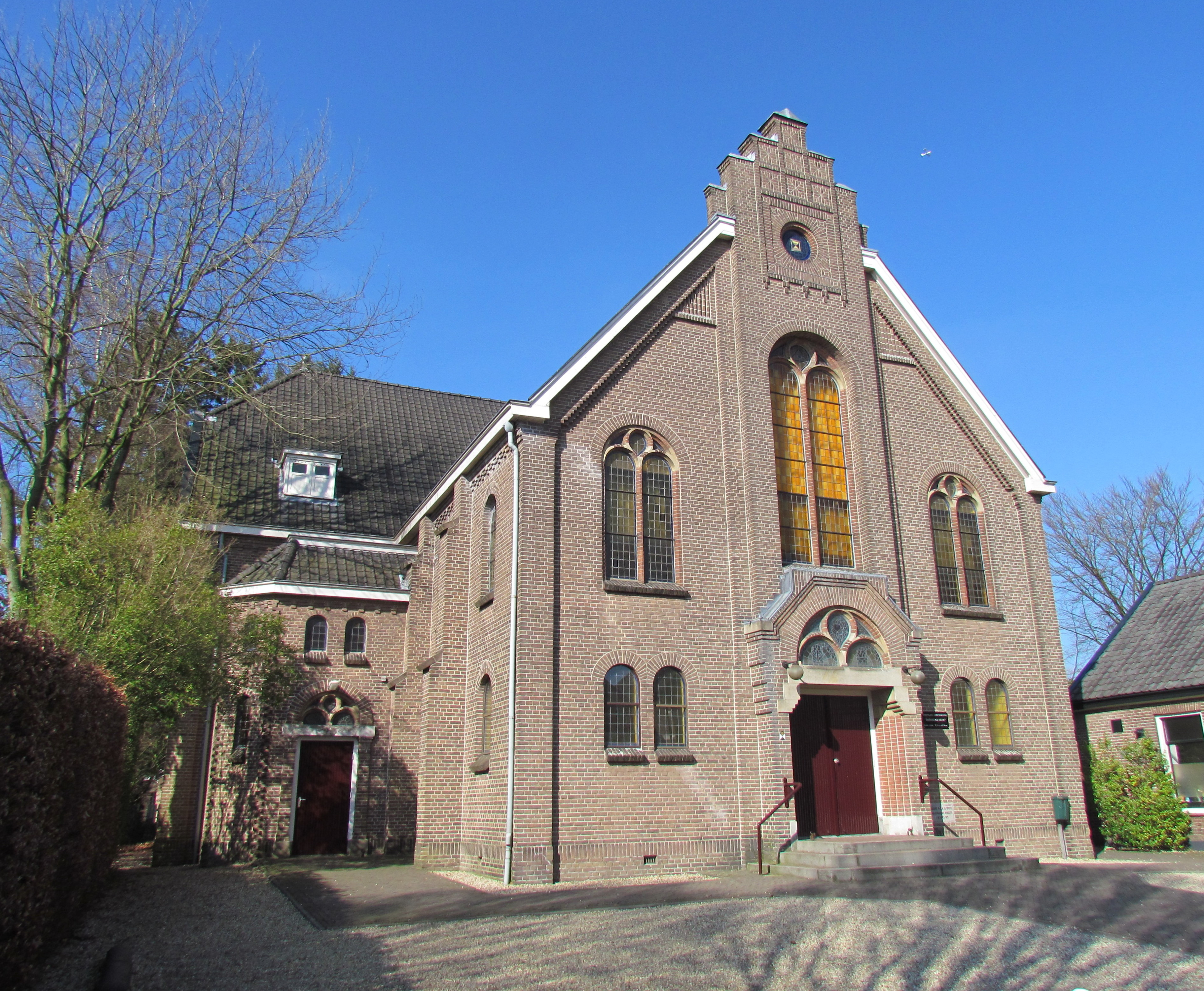
Barnabaskerk in 2016

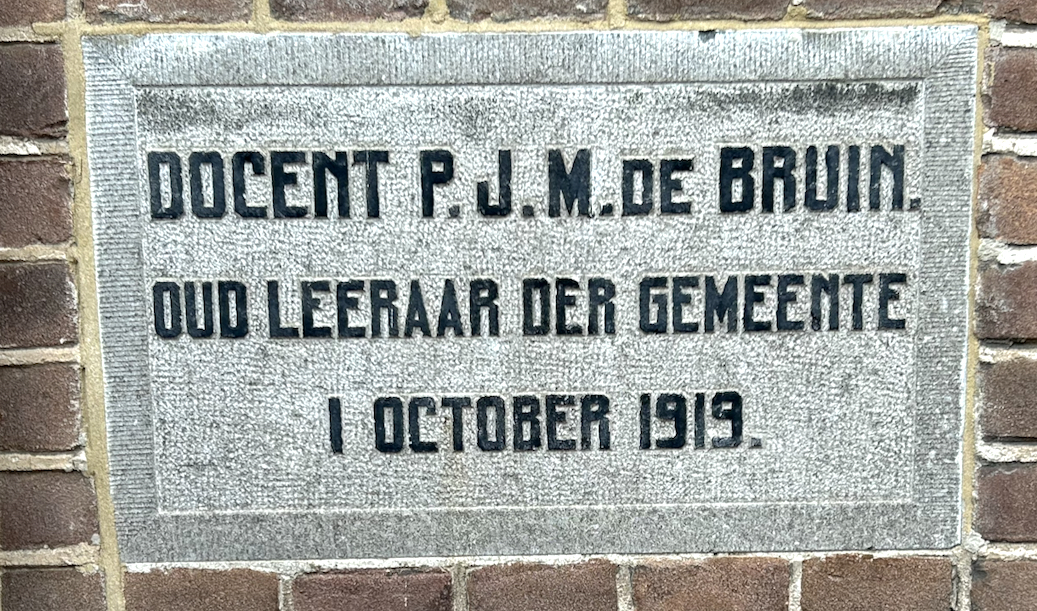
Gevelsteentje met datum van eerste steenlegging

De Barnabaskerk in Apeldoorn is een kerkgebouw in kruisvorm gebouwd. Het is gebouwd in 1919-1920. Het is ontworpen door de Apeldoornse architect J.A. Heuvelink. Het gebouw is gesitueerd in de wijk De Parken.
Het kerkgebouw is eigendom van de Christelijke Gereformeerde Kerk Apeldoorn-Centrum. Deze gemeente is lid van de Christelijke Gereformeerde Kerken in Nederland.

## Geschiedenis
In 1894 is het terrein aangekocht aan de toenmalige Marialaan (nu Canadalaan) door de Christelijke Gereformeerde Gemeente. Op het terrein bevonden zich al een kosterswoning en een pastorie. Door de vestiging van de Theologische School (de huidige TUA) werd een toename van leden verwacht, waardoor een groter kerkgebouw nodig was. Op 5 april 1919 is daarom besloten om op dezelfde plek een nieuwe kerk en kosterswoning te bouwen. De eerste steen werd gelegd op 1 oktober 1919 en op 30 september 1920 werd de kerk in gebruik genomen in de dienst die geleid werd door docent De Bruin. Uit deze kerk zijn in 1956 de Samuelkerk in Apeldoorn-Zuid en in 1972 de Andreaskerk in Apeldoorn-Oost voortgekomen. De naam Barnabaskerk stamt uit de 1960, in de periode dat de Samuelkerk zelfstandig werd. Barnabas betekent "Zoon van de vertroosting".

## Symboliek
Het gebouw heeft verschillende symbolen. Zo is de bouwvorm in de vorm van een kruis. Dit is een belangrijk symbool in het leven van Christus.
Voor de preekstoel, staat een tafel met daarop een schaal, een kan en een beker. Deze staan symbool het Heilig Avondmaal.
In de glas-in-loodramen zijn verschillende symbolen te vinden. Boven de hoofdingang zijn drie symbolen te vinden: een kruis, een anker en een brandend hart. Dit zijn symbolen van de drie goddelijke deugen: geloof, hoop en liefde. Op een hoger aangebracht raam boven de ingang is een driehoek met een oog te zien. De driehoek staat voor God (de drie-eenheid) en het oog symboliseert Gods alwetendheid.
Drie andere ramen laten een symbolen zien van een slang die in zijn eigen staart bijt, vier sterren en een zandloper. De zandloper symboliseert de sterfelijkheid en beperktheid. De slang en sterren zijn de oneindigheid in tijd en ruimte.
De symbolen zijn ontwerpen van de architect.

## Orgel

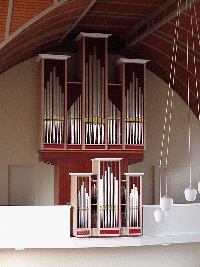
Van Vulpen orgel

Het kerkorgel, dat zich voor in de kerk, boven de preekstoel bevindt, is gebouwd door de Gebroeders Van Vulpen te Utrecht. Het is oorspronkelijk in 1961 gebouwd voor de Nederlandse Hervormde Pauluskerk te Den Haag. In juli 2002 is het orgel aangekocht ter vervanging van het bestaande Reil-orgel. Dat orgel was in 1953 gebouwd voor de Barnabaskerk door Gebroeders Reil te Heerde, maar verkeerde in een dermate slechte staat dat de kerkenraad eind 2001 besloot om dit orgel te vervangen. Op zondag 22 september 2002 heeft het orgel voor het laatst de samenzang in de erediensten begeleid.
Op 23 september 2002 is het oude Reil-orgel gedemonteerd, en op 7 oktober 2002 is het Van Vulpen-orgel in Den Haag gedemonteerd. Op 21 oktober 2002 begon de opbouw in de Barnabaskerk. En op 29 november 2002 is het Van Vulpen-orgel in gebruik genomen. De overplaatsing van het orgel is uitgevoerd door de Gebroeders Van Vulpen. De commissie van beheer heeft voor de nodige aanpassingen in het interieur van de kerk gezorgd.

## Kopie
Sinds 1923 staat er een grotere uitvoering van het ontwerp van Heuvelink in Nijverdal. De toenmalige Ds. Müller was zo gecharmeerd van het ontwerp en het aanzien van de kerk dat hij gelijk met de tekeningen en foto´s terugkeerde naar Nijverdal om zijn gemeente te overtuigen.
Architect Heuvelink heeft opdracht gekregen het ontwerp te maken en de kerk is gebouwd door aannemer Gebroeders De Heer.
Zie ook https://web.archive.org/web/20070816172611/http://www.veg-nijverdal.nl/index.php?type=10
In Nunspeet aan de Gruppendelerweg 4 staat sinds 1938 de Dorpskerk, eveneens een ontwerp van Heuvelink. Het is ook gebouwd in de vorm van een kruiskerk.